# Хутово блато
Хутово блато је мочваран крај у јужној Херцеговини у БиХ. Налази се 7 km од Чапљине и припада доњој Неретви. Има динарски правац пружања. 
Кречњачким гребеном Острово, подељено је на два дела: Горње или Деранско и Доње или Свитавско блато. Хутово блато је депресија висине 1-7 m и површине 65,8 km². У њему постоје мање издвојене површине облика језера (Шкрка, Јелим, Дријен, Орах и др.) и овална удубљења названа око.
Хутово блато отиче речицом Крупом у Неретву. Свитавско блато служи реверзибилној електрани „Чапљина“.
Цео простор Хутовог блата са околином има измењено медетеранску климу. Ту се настањују птице мочварице, а у њему живе многе рибље врсте, а нарочито јегуља. Једно је од ретких станишта Босанског воденог зеца.
Хутово блато је под заштитом државе као орнитолошки резерват (ту летује или стално живи око 250 врста птица).
Током лета 2013. године Хутово блато је имало проблем да не дође до исушивања због рекордно ниског нивоа воде.